# 林厚
林厚（？—？），廣東潮州府海陽縣人，明朝政治人物。

## 生平
永樂十九年（1421年）辛丑科三甲第一百十七名進士。任山西布政使司參政。

## 家族
祖父林子華，元朝福建行省右司員外郎；父林興祖，交趾布政使司參議。子林廷舉。